# 紅露みつ
紅露 みつ（こうろ みつ、1893年〈明治26年〉5月10日 - 1980年〈昭和55年〉12月20日）は、日本の政治家。参議院議員（4期）、衆議院議員（1期）。

## 経歴
群馬県碓氷郡坂本村（現安中市松井田町）出身。神田女学校を卒業して、雑誌記者となり兄の友人だった弁護士・紅露昭と結婚。衆議院議員を4期務めた夫の公職追放に伴い、1946年の総選挙に徳島県全県区から出馬（無所属）し、初当選を果たす。
その後民主党に入党するも翌1947年の総選挙では落選、だが同年8月の第1回参議院議員通常選挙補欠選挙で当選（任期3年）して国政復帰を果たし、以後国民民主党→改進党→日本民主党→自由民主党と党籍を変えながら通算4期務める。この間、参議院在外同胞引揚問題に関する特別委員長（1949年）や参議院産業公害対策特別委員長（1965年）、第2次鳩山一郎内閣では厚生政務次官を務めた。
1961年には市川房枝らと共に酒に酔つて公衆に迷惑をかける行為の防止等に関する法律の提案者となった。
1980年12月20日死去、87歳。死没日をもって正四位に叙され、銀杯一組を賜った。

## 逸話
一人息子の震一が学徒出陣で兵役につき、所属部隊が広島市に駐屯していた際に原爆投下により戦死したことを受けて、平和な世界の実現のために政治活動を行った。

## 栄典
- 1965年（昭和40年） - 勲二等宝冠章[14]
- 1980年（昭和50年） - 正四位、銀杯一組

## 著作
編著
- 坂戸公顕との共編『女性の年鑑 人名篇 昭和36年版』東京学風書院、1961年。